# Дзенцьоли-Дальше
Дзенцьоли-Дальше (пол. Dzięcioły Dalsze) — село в Польщі, у гміні Стердинь Соколовського повіту Мазовецького воєводства.
Населення — 189 осіб (2011).
У 1975-1998 роках село належало до Седлецького воєводства.

## Демографія
Демографічна структура станом на 31 березня 2011 року:
|          | Загалом | Допрацездатний вік | Працездатний вік | Постпрацездатний вік |
| -------- | ------- | ------------------ | ---------------- | -------------------- |
| Чоловіки | 88      | 11                 | 58               | 19                   |
| Жінки    | 101     | 11                 | 45               | 45                   |
| Разом    | 189     | 22                 | 103              | 64                   |